# Supercoppa di Cipro 2018
La 50ª edizione della Supercoppa di Cipro si è svolta il 29 settembre 2018 tra l'APOEL, vincitrice della A' Katīgoria 2017-2018 e l'AEK Larnaca, vincitore della coppa nazionale.
L'AEK Larnaca ha vinto il trofeo per la prima volta nella sua storia.

## Tabellino
| Arbitro: | Trattos |

|                       |                      |                                |
| Al-Taamari 25’        | Marcatori            | 62’ Rousias                    |
| Morais Cascini Merkīs | Tiri di rigore 1 – 4 | Tričkovski Mojsov Cases Acorán |